# Wahl Motor Company
Wahl Motor Company war ein US-amerikanischer Hersteller von Automobilen. Andere Quellen nennen die Firmierung Wahl Motor Car Company.

## Unternehmensgeschichte
Das Unternehmen wurde im Frühjahr 1913 in Detroit in Michigan gegründet. Beteiligt waren Alvan M. Dodge, Joseph Hofweber und George Wahl. Im Sommer 1913 begann die Produktion von Automobilen. Der Markenname lautete Wahl. Das Unternehmen bot auch an, Fahrzeuge ohne Markennamen herzustellen, sodass Händler oder Käufer ihr eigenes Markenzeichen anbringen konnten. Das Grundkapitel war gering, sodass schnell finanzielle Probleme auftraten. Am 6. Oktober 1913 beging Wahl Selbstmord. Im Dezember 1913 begann die erste Insolvenz, die überstanden wurde. Im Februar 1914 verließ Dodge das Unternehmen, um die kurzlebige Dodge Motor Car Company zu gründen. Im Oktober 1914 folgte der Bankrott. Albert C. Barley von der Barley Manufacturing Company kaufte im Dezember 1914 die Reste auf. 1915 übernahm die Massnick-Phipps Manufacturing Company das Werk.

## Fahrzeuge
Im Angebot stand nur ein Modell. Der 25 HP hatte einen Vierzylindermotor von Hazard. 95,25 mm Bohrung und 114,3 mm Hub ergaben 3258 cm³ Hubraum. Die Motorleistung war mit 25 PS angegeben. Das Fahrgestell hatte 274 cm Radstand. Im ersten Jahr kostete ein zweisitziger Roadster 750 US-Dollar und ein fünfsitziger Tourenwagen 790 Dollar. 1914 wurde der Preis für beide Varianten auf einheitlich 890 Dollar erhöht.